# میرزا ابوالحسن شیرازی
میرزا ابوالحسن شیرازی از سیاستمداران شیرازی بود، که در دوره نخست به‌عنوان نماینده شیراز در مجلس شورای ملی حضور داشت.